# Пливи, кораблику...
«Пливи, кораблику…» (рос. «Плыви, кораблик…») — радянський художній фільм, поставлений на кіностудії «Ленфільм» у 1983 році режисером Григорієм Ароновим за однойменною повістю Сергія Александровича.

## Сюжет
Одного разу в двері квартири бідної самотньої пенсіонерки зателефонували звичайні школярі, які допомагають людям похилого віку. Один зі школярів — хлопчик Сергійко Кореньков, побачив в її кімнаті гарний іграшковий фрегат, який зробив син бабусі, загиблий на війні. Оскільки хлопчик не знав, що це єдина пам'ять про нього, він зачекав момент, коли господині не було вдома, і вирішив тимчасово вкрасти кораблик, випробувати його на воді і повернути назад. Однак, стався неприємний випадок, і кораблик зламався… Коли пенсіонерка повернулася додому і виявила пропажу, вона ще не знала, що цей, здавалося б, дуже неприємний випадок, зблизить її з дітьми і зробить її життя менш самотнім…

## У ролях
- Стефанія Станюта —  пенсіонерка Полуніна
- Павло Шагін —  школяр Кореньков
- Тетяна Іванова —  мати Коренькова
- Олександр Соколов —  Іван Іванович
- Сергій Кирилов —  Борька
- Катерина Зобніна —  Свєта
- Кіра Лебедєва —  Наташа
- Ольга Агєєва —  Ніна, сусідка Полуніної
- Олег Бєлов —  шофер Федір, сусід Полуніної
- Гелена Івлієва —  працівниця майстерні по ремонту меблів
- Любов Тищенко —  Валентина Петрівна, сусідка Полуніної
- Віктор Чайников —  Єгор Іванович, працівник майстерні по ремонту меблів
- Надія Шумилова —  вчителька
- Надія Шульженко —  вожата в школі

## Знімальна група
- Сценарій —  Сергій Александрович,  Григорій Аронов
- Режисер-постановник —  Григорій Аронов
- Оператор-постановник —  Віктор Карасьов
- Художники-постановники —  Валерій Юркевич, Геннадій Савельєв
- Композитор —  Ігор Цвєтков